# Sucurus
Os Sucurus foram um povo indígena que, na época da colonização do Brasil, habitava a região brasileira do Cariri Paraibano. Esse povo, hoje extinto, era relacionado aos Xucurus de Pernambuco e Alagoas. Originalmente habitantes das cabeceiras do rio Paraíba, os sucurus foram dizimados em virtude de lutas e doenças durante a conquista de seu território. Os que sobreviveram foram assimilados pela miscigenação.
O livro Os sertaníadas, há a seguinte citação sobre os Tapuias, aos quais pertenciam os Sucurus:
(...) ‘Bárbaros’ eram os índios não Tupis, ou nativos que não falavam a língua tupi, conhecidos como índios de língua travada.
Deixaram como legado alguns topônimos nos sertões onde habitavam, como o nome da cidade de Sumé e do rio Sucuru, que junto com o do Meio e o da Serra formam o rio Paraíba. Numa reunião de tribos indígenas (Janduís, Icós, Caratius, Paiacus e Amoipirás) deflagraram a primeira grande guerra nos sertões nordestinos, a denominada Confederação dos Cariris.